# تئاتر پالاس (نیویورک)
تئاتر پالاس (انگلیسی: Palace Theatre) یک سالن تئاتر متعلق به سازمان نیدرلاندر در شهر نیویورک، آمریکا است.
این تئاتر که در سال ۱۹۱۳ تأسیس شده در منطقه تئاتر برادوی قرار دارد و دارای ۱٬۷۴۳ نفر ظرفیت است.

## نگارخانه

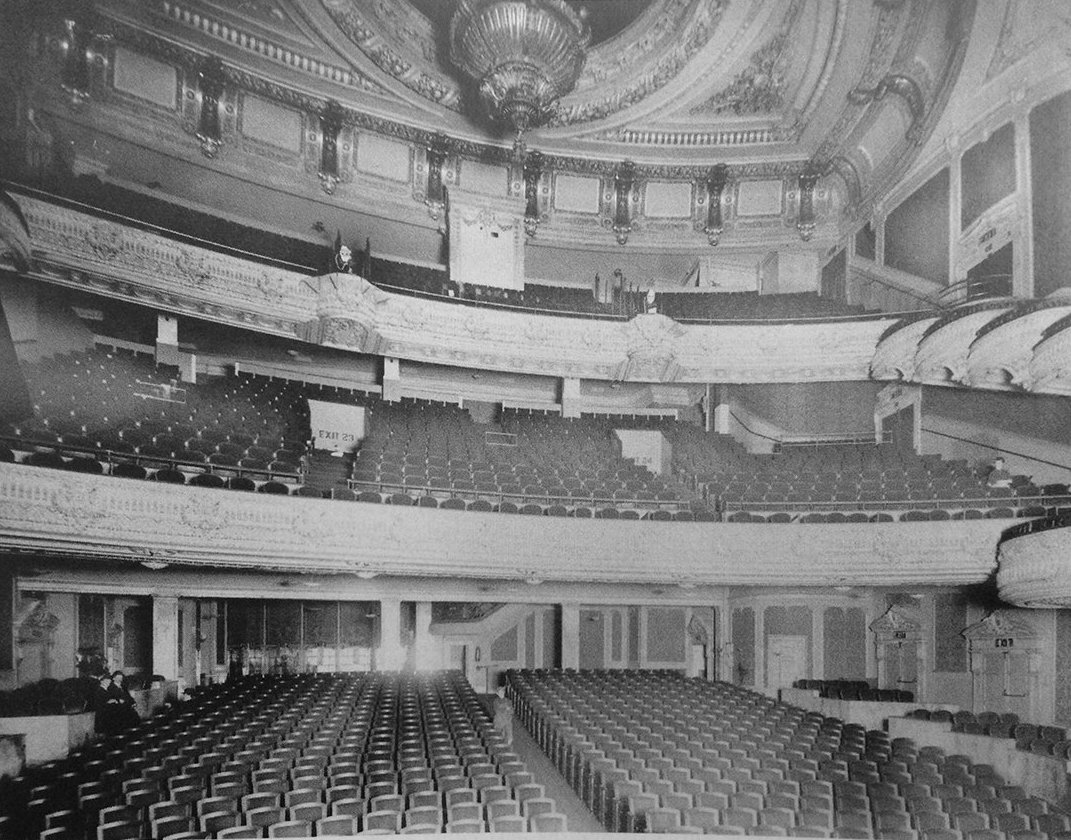
۱۹۱۳
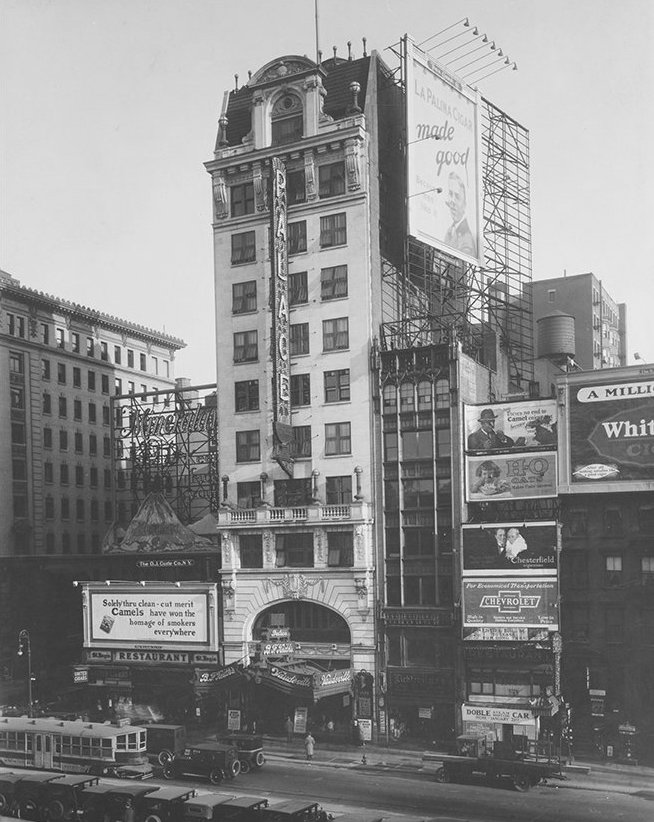
۱۹۱۵
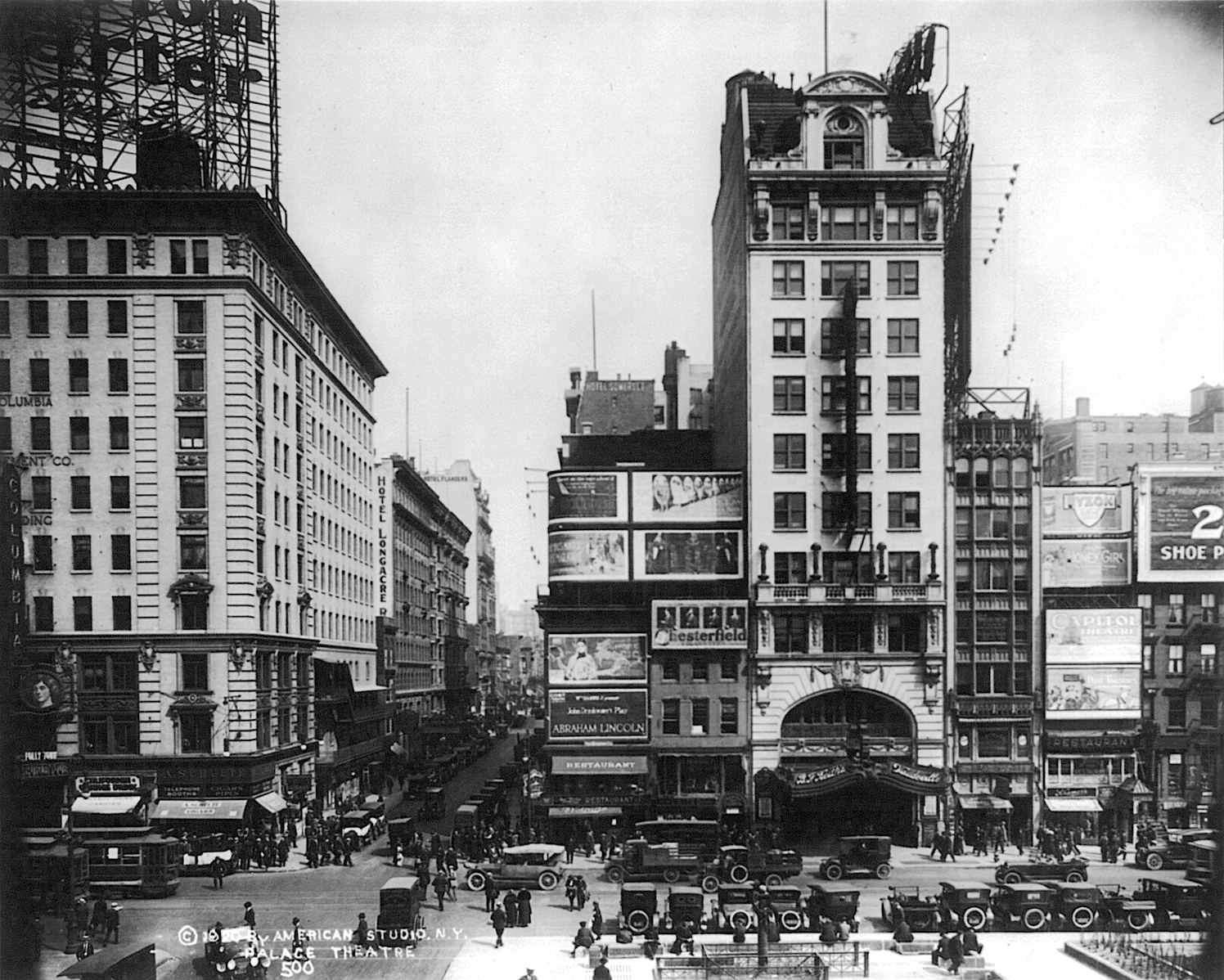
۱۹۲۰
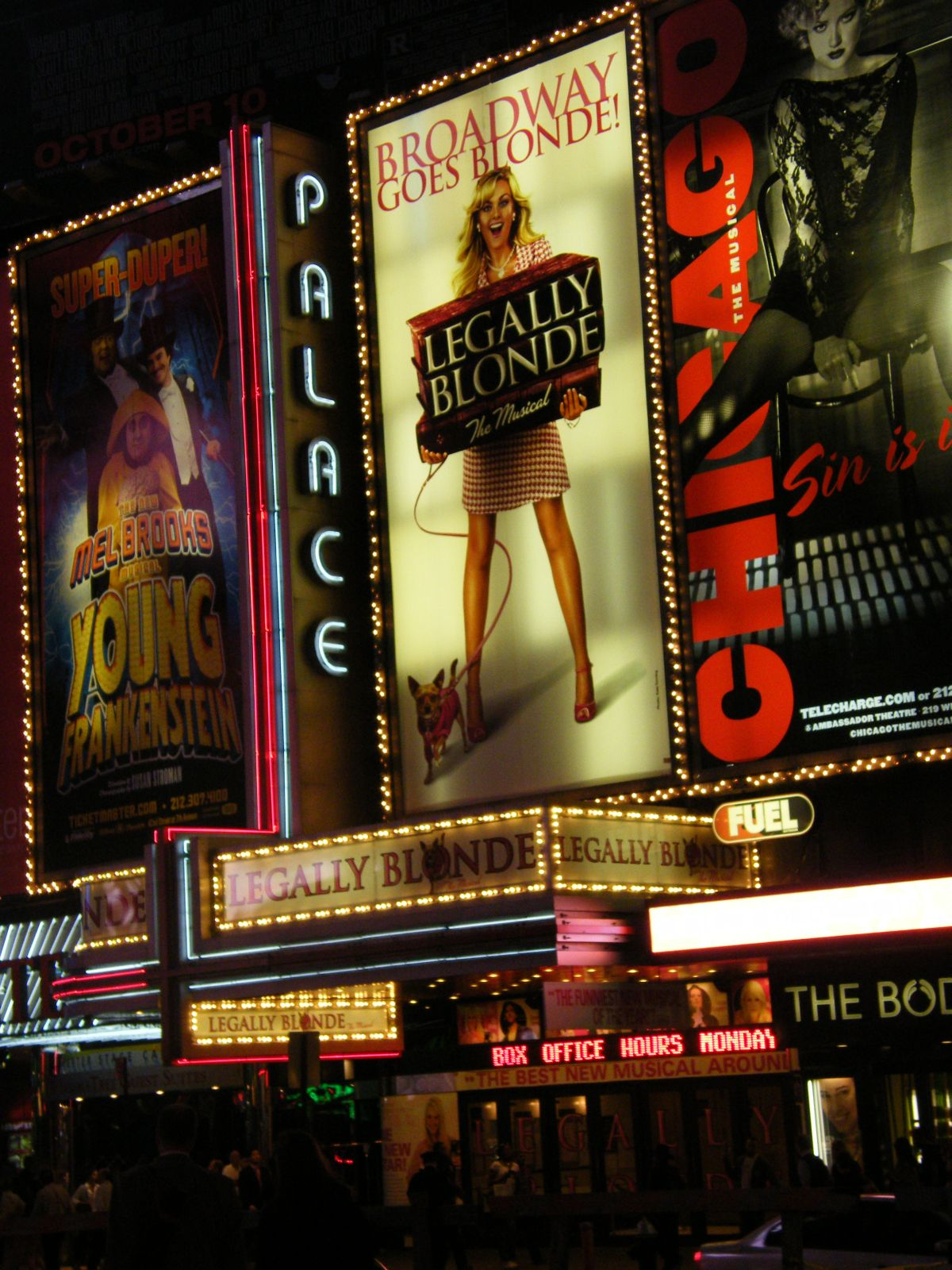